# Meridià 146 a l'oest
El meridià 146 a l'oest de Greenwich és una línia de longitud que s'estén des del pol Nord travessant l'oceà Àrtic, Amèrica del Nord, l'oceà Pacífic, l'oceà Antàrtic, i l'Antàrtida fins al pol Sud.
El meridià 146 a l'oest forma un cercle màxim amb el meridià 34 a l'est. Com tots els altres meridians, la seva longitud correspon a una semicircumferència terrestre, uns 20.003,932 km. Al nivell de l'Equador, és a una distància del meridià de Greenwich de 16.253 km.

## De Pol a Pol
Començant en el pol Nord i dirigint-se cap al pol Sud, aquest meridià travessa:
| Coordenades                               | País, territori o mar | Notes                                                                                               |
| ----------------------------------------- | --------------------- | --------------------------------------------------------------------------------------------------- |
| 90° 0′ N, 146° 0′ O / 90.000°N,146.000°O  | Oceà Àrtic            | |
| 72° 56′ N, 146° 0′ O / 72.933°N,146.000°O | Mar de Beaufort       | |
| 70° 12′ N, 146° 0′ O / 70.200°N,146.000°O | Estats Units          | Alaska — Illa Flaxman, continent i illa Hawkins                                                     |
| 60° 30′ N, 146° 0′ O / 60.500°N,146.000°O | Oceà Pacífic          | Passa a l'est de Hinchinbrook, Alaska, Estats Units (a 60° 24′ N, 146° 4′ O / 60.400°N,146.067°O)   |
| 14° 23′ S, 146° 0′ O / 14.383°S,146.000°O | Polinèsia Francesa    | Atol Manihi                                                                                         |
| 14° 27′ S, 146° 0′ O / 14.450°S,146.000°O | Oceà Pacífic          | Passa a l'est de l'atol Apataki, Polinèsia Francesa (a 15° 20′ S, 146° 11′ O / 15.333°S,146.183°O)  |
| 15° 48′ S, 146° 0′ O / 15.800°S,146.000°O | Polinèsia Francesa    | Atol Toau                                                                                           |
| 16° 0′ S, 146° 0′ O / 16.000°S,146.000°O  | Oceà Pacífic          | Passa a l'oest de l'atol Fakarava, Polinèsia Francesa (a 16° 8′ S, 145° 49′ O / 16.133°S,145.817°O) |
| 60° 0′ S, 146° 0′ O / 60.000°S,146.000°O  | Oceà Antàrtic         | |
| 75° 38′ S, 146° 0′ O / 75.633°S,146.000°O | Antàrtida             | Territori no reclamat                                                                               |